# Terrence Boyd
Terrence Anthony Boyd (Bremen, 16 februari 1991) is een Amerikaans voetballer van Duitse afkomst die bij voorkeur als centrumspits speelt. In januari 2024 maakte hij de overstap van 1. FC Kaiserslautern naar Waldhof Mannheim. Op 29 februari 2012 maakte hij zijn debuut voor Amerika in de oefenwedstrijd tegen Italië.  

## Clubcarrière
Boyd groeide op in het jeugdsysteem van Hertha BSC. Hij maakte in 2010 zijn debuut in het elftal onder 23 van Hertha. Nadat in 2011 zijn contract bij Hertha verlopen was, tekende hij bij Borussia Dortmund. Ook daar speelde hij in het reserve-elftal, waar hij twintig doelpunten maakte. Door zijn vertoonde spel in het reserveteam van Dortmund werd hij op 22 oktober 2011 opgeroepen voor het eerste elftal voor een wedstrijd tegen 1. FC Köln. Hij was weliswaar deel van de wedstrijdselectie, maar maakte niet zijn debuut in het eerste elftal van Dortmund.
Op 11 juni 2012 tekende Boyd een driejarig contract bij het Oostenrijkse Rapid Wien. Boyd maakte op 21 juli zijn debuut voor Rapid Wien in een wedstrijd tegen Wacker Innsbruck, waarin hij twee keer scoorde en een assist gaf. Hij eindigde als tweede op de topscorerslijst van de club en behaalde met de club de derde plaats in de Oostenrijkse Bundesliga.
Op 30 juni 2014 werd bekendgemaakt dat Boyd had getekend bij het Duitse RB Leipzig. Op 17 oktober 2014 maakte hij tegen 1. FC Nürnberg zijn debuut voor Leipzig. Op 7 december 2014 scheurde hij in een wedstrijd tegen FC Ingolstadt 04 zijn kruisband, waardoor hij voor langere tijd aan de kant stond.

## Interlandcarrière
Boyd maakte deel uit van de Amerikaanse voetbalelftallen onder de twintig jaar en onder de drieëntwintig jaar. Hij maakte op 29 februari 2012 zijn debuut in een vriendschappelijke interland tegen Italië. Hij verving Jozy Altidore in de 79ste minuut. Zijn eerste basisplaats voor de Verenigde Staten kreeg hij op 26 mei 2012 in de met 5–1 gewonnen vriendschappelijke interland tegen Schotland. Op 8 juni 2012 speelde hij in een WK-kwalificatiewedstrijd tegen Antigua en Barbuda, waardoor het niet meer mogelijk was uit te komen voor Duitsland.
| Interlands van Terrence Boyd voor de Verenigde Staten | Interlands van Terrence Boyd voor de Verenigde Staten | Interlands van Terrence Boyd voor de Verenigde Staten | Interlands van Terrence Boyd voor de Verenigde Staten | Interlands van Terrence Boyd voor de Verenigde Staten | Interlands van Terrence Boyd voor de Verenigde Staten | Interlands van Terrence Boyd voor de Verenigde Staten |
| №                                                     | Datum                                                 | Wedstrijd                                             | Uitslag                                               | Soort wedstrijd                                       | Doelpunten                                            |                                                       |
| Als speler bij Rapid Wien                             | Als speler bij Rapid Wien                             | Als speler bij Rapid Wien                             | Als speler bij Rapid Wien                             | Als speler bij Rapid Wien                             | Als speler bij Rapid Wien                             | Als speler bij Rapid Wien                             |
| ----------------------------------------------------- | ----------------------------------------------------- | ----------------------------------------------------- | ----------------------------------------------------- | ----------------------------------------------------- | ----------------------------------------------------- | ----------------------------------------------------- |
| 1.                                                    | 29 februari 2012                                      | Italië – Verenigde Staten                             | 0 – 1                                                 | Vriendschappelijk                                     | 0                                                     |                                                       |
| 2.                                                    | 27 mei 2012                                           | Verenigde Staten – Schotland                          | 5 – 1                                                 | Vriendschappelijk                                     | 0                                                     |                                                       |
| 3.                                                    | 31 mei 2012                                           | Verenigde Staten – Brazilië                           | 1 – 4                                                 | Vriendschappelijk                                     | 0                                                     |                                                       |
| 4.                                                    | 8 juni 2012                                           | Verenigde Staten – Antigua en Barbuda                 | 3 – 1                                                 | Kwalificatie WK 2014                                  | 0                                                     |                                                       |
| 5.                                                    | 15 augustus 2012                                      | Mexico – Verenigde Staten                             | 0 – 1                                                 | Vriendschappelijk                                     | 0                                                     |                                                       |
| 6.                                                    | 8 september 2012                                      | Jamaica – Verenigde Staten                            | 2 – 1                                                 | Kwalificatie WK 2014                                  | 0                                                     |                                                       |
| 7.                                                    | 14 november 2012                                      | Rusland – Verenigde Staten                            | 2 – 2                                                 | Vriendschappelijk                                     | 0                                                     |                                                       |
| 8.                                                    | 29 mei 2013                                           | Verenigde Staten – België                             | 2 – 4                                                 | Vriendschappelijk                                     | 0                                                     |                                                       |
| 9.                                                    | 2 juni 2013                                           | Verenigde Staten – Duitsland                          | 4 – 3                                                 | Vriendschappelijk                                     | 0                                                     |                                                       |
| 10.                                                   | 16 oktober 2013                                       | Panama – Verenigde Staten                             | 2 – 3                                                 | Kwalificatie WK 2014                                  | 0                                                     |                                                       |
| 11.                                                   | 15 november 2013                                      | Schotland – Verenigde Staten                          | 0 – 0                                                 | Vriendschappelijk                                     | 0                                                     |                                                       |
| 12.                                                   | 19 november 2013                                      | Oostenrijk – Verenigde Staten                         | 1 – 0                                                 | Vriendschappelijk                                     | 0                                                     |                                                       |
| 13.                                                   | 5 maart 2014                                          | Oekraïne – Verenigde Staten                           | 2 – 0                                                 | Vriendschappelijk                                     | 0                                                     |                                                       |